# شوگر کمپ (کامیونیتی)، ویسکانسین
شوگر کمپ (به انگلیسی: Sugar Camp) یک منطقهٔ مسکونی در ایالات متحده آمریکا است که در شهرستان اونیدا، ویسکانسین واقع شده‌است. شوگر کمپ ۵۰۵٫۹۷ متر بالاتر از سطح دریا قرار دارد.